# Jean-Marie Mate Musivi Mupendawatu
Jean-Marie Mate Musivi Mupendawatu (ur. 18 lipca 1955 w Lubero) – kongijski duchowny katolicki, sekretarz Papieskiej Rady ds. Duszpasterstwa Służby Zdrowia w latach 2011-2016.

## Życiorys
26 sierpnia 1982 otrzymał święcenia kapłańskie i został inkardynowany do diecezji Butembo-Beni. Po święceniach został wykładowcą i rektorem niższego seminarium. W latach 1985–1989 studiował w Rzymie, zaś w 1991 rozpoczął pracę w Papieskiej Radzie ds. Duszpasterstwa Służby Zdrowia. Od 2009 podsekretarz Rady.
14 lipca 2011 został mianowany przez Benedykta XVI sekretarzem Papieskiej Rady ds. Duszpasterstwa Służby Zdrowia, zastępując na tym stanowisku odchodzącego na emeryturę bpa José Luisa Redrado Marchite. Funkcję tę pełnił do 1 stycznia 2017, kiedy rada została włączona do nowo powstałej Dykasterii ds. Integralnego Rozwoju Człowieka.